# Teodoro Sigritsa
Teodoro Sigritsa (in bulgaro Теодор Сигрица?, in greco Θεόδωρος Σιγρίτζης?, Theodoros Sigritzes; ... – 924) è stato un comandante militare e nobile bulgaro, kavkhan (primo ministro) dell'imperatore Simeone I (regno 893-927).
Nell'895 fu a capo di una delegazione inviata a Costantinopoli per lo scambio di prigionieri e prigionieri tra Bulgaria e Bisanzio durante la guerra bulgaro-bizantina dell'894-896. Nel primo anno della guerra bulgaro-bizantina del 913-927 Teodoro concluse il preaccordo di pace dopo ardui e prolungati negoziati, che prevedevano l'incoronazione di Simeone come imperatore dei Bulgari. Partecipò ad una vittoriosa campagna contro il Principato di Serbia nel 917, ma nel 924 lui e Marmais, alla testa di un piccolo esercito, caddero in un'imboscata dei serbi e furono uccisi. La loro morte fu seguita dall'annessione bulgara nello stesso anno.